# Визит Понтициана к святым Августину и Алипию
«Визит Понтициана к Святым Августину и Алипию» (итал. Visita di Ponticiano a sant'Agostino e Alipio) — панель пределлы алтаря церкви августинцев в Пезаро работы венецианского художника Николо ди Пьетро (итал. Nicolò di Pietro, Niccolo di Pietro Veneziano, Nicolò Paradiso, 1394?-1430?), созданная между 1413 и 1415 годами.

## История

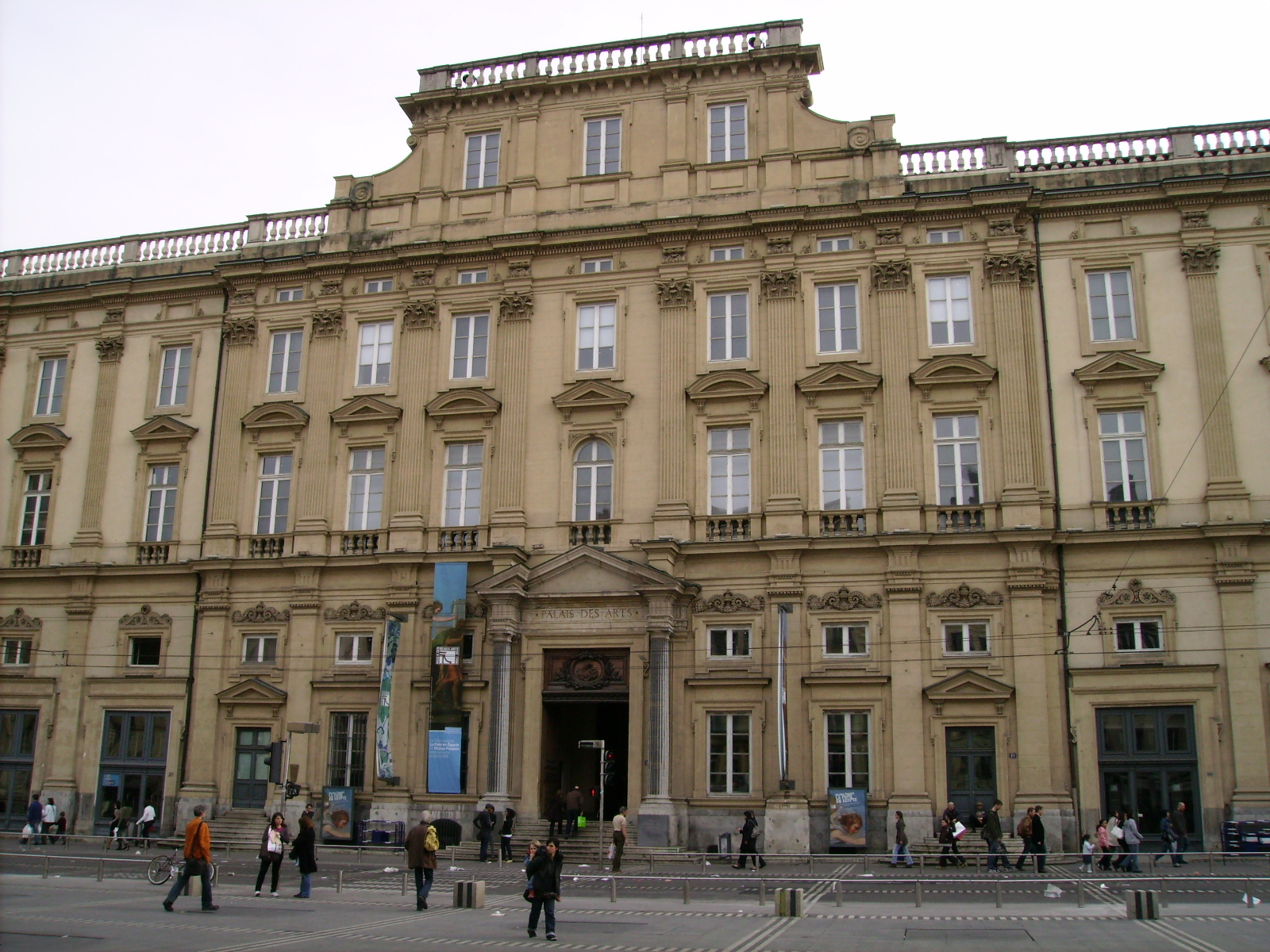
Лионский музей изобразительных искусств, где хранится картина

Картина, очевидно, является одной из панелей нижней пределлы алтаря, показывающей эпизоды из жизни Святого Августина (вероятно, находилась под значительно более крупным изображением апостола Павла). Это была часть алтаря церкви августинцев в Пезаро (постоянных клиентов художника). «Полиптих святого Августина» был создан художником для той же церкви Святого Августина, что и расписной крест 1404 года (ныне хранится в Национальной пинакотеке, Болонья).
Полиптих был создан в 1413—1415 годах.  Он состоял из семи панелей среднего ряда и семи картин пределлы. Его атрибуция и реконструкция принадлежат Роберто Лонги. Полиптих был впоследствии разобран на части и распродан в разные коллекции. Различные панели алтаря находятся в настоящее время в разных французских, итальянских и американских музеях, часть из них утрачены. Четыре панели «Святой Лаврентий», «Святой Николай Толентинский», «Святой Пётр» и «Святой Павел» хранятся в Городском музее Пезаро; панель «Иоанн Креститель» — в Институте Искусств в Детройте; четыре фрагмента пределлы — в Пинакотеке Ватикана: «Святая Моника приводит в школу святого Августина», «Святой Августин преподаёт риторику», «Святой Амвросий крестит Святого Августина», «Святой Августин передаёт устав своим последователям»; один фрагмент — в Музее изящных искусств Лиона («Визит Понтициана к Святым Августину и Алипию»).
Картина «Визит Понтициана к Святым Августину и Алипию» появилась на антикварном рынке в Лионе в 1997 году, в настоящее время находится в экспозиции Музея изобразительных искусств в Лионе, однако принадлежит Лувру («Saint Augustin», аuteur/exécutant: Niccolo di Pietro; propriété de l'Etat; dation; musée du Louvre département des Peintures, Инвентарный номер RF 2008-4). Впервые была атрибутирована Николо ди Пьетро итальянским искусствоведом Federico Zeri. На ней представлен эпизод разрыва Августина со своим языческим прошлым и обращения его в христианство.
Некоторыми искусствоведами «Визит Понтициана к Святым Августину и Алипию» атрибутируется флорентийскому художнику Николо ди Пьетро Джерини (итал. Niccolò di Pietro Gerini, 1368—1415), в этом случае обычно присутствует и другая датировка работы (1405—1410 годы). Существовали и иные атрибуции — живописцам  Дзанино ди Пьетро и Федерико Тедеско.

## Сюжет

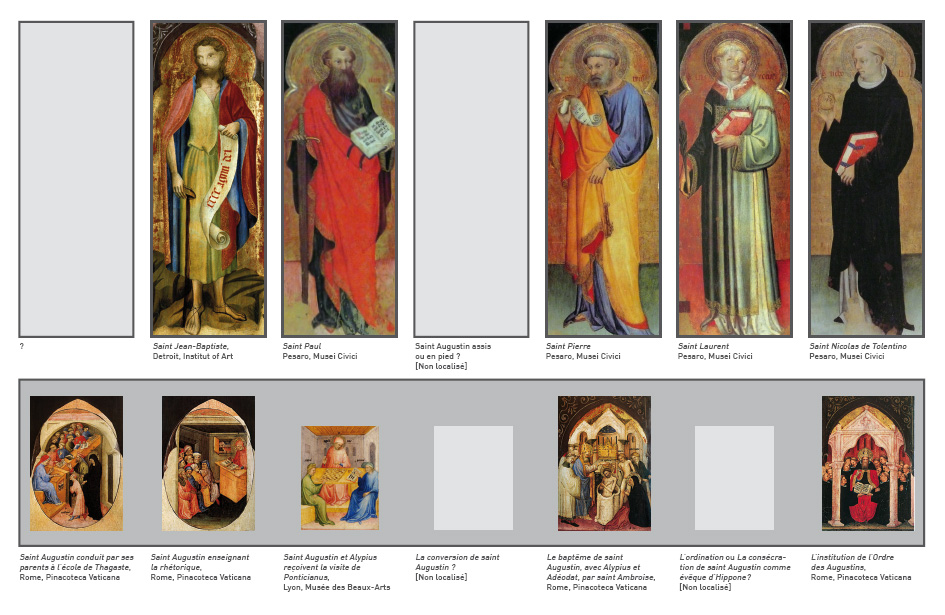
Алтарь церкви августинцев в Пезаро. Реконструкция

Событие, ставшее основой картины, произошло в конце августа 386 года. Оно сыграло большую роль в обращении Святого Августина в христианство. Августин в своей «Исповеди» (она является единственным документальным свидетельством о нём) так рассказывает об этом событии: 

«14. И вот однажды... приходит к нам домой, ко мне и к Алипию, некий Понтициан, наш земляк, поскольку он был уроженцем Африки, занимавший видное место при дворе; не помню, чего он хотел от нас. Мы сели побеседовать. Случайно он заметил на игорном столе, стоявшем перед нами, книгу, взял ее, открыл и неожиданно наткнулся на Послания апостола Павла, а рассчитывал найти что-либо из книг, служивших преподаванию, меня изводившему. Улыбнувшись, он с изумлением взглянул на меня и поздравил с тем, что эти и только эти книги вдруг оказались, у меня перед глазами. Он был верным христианином и неоднократно простирался пред Тобой, Боже наш, часто и длительно молясь в церкви. Когда я объяснил ему, что я больше всего занимаюсь Писанием, зашел у нас разговор (он стал рассказывать) об Антонии, египетском монахе, изрядно прославленном среди рабов Твоих, но нам до того часа неизвестном. Узнав об этом, он только о нем и стал говорить, знакомя невежд с таким человеком и удивляясь этому нашему невежеству...
15. Отсюда завел он речь о толпах монахов, об их нравах, овеянных благоуханием Твоим, о пустынях, изобилующих отшельниками, о которых мы ничего не знали. И в Медиолане, за городскими стенами, был монастырь, полный добрых братьев, опекаемых Амвросием, и мы о нем не ведали. Он продолжал говорить, и мы внимательно, молча, слушали...
18... Беседа окончилась, изложена была причина, приведшая его к нам, и он ушел к себе, а я — в себя. Чего только не наговорил я себе! Какими мыслями не бичевал душу свою, чтобы она согласилась на мои попытки идти за Тобой [Богом]! Она сопротивлялась, отрекалась и не извиняла себя. Исчерпаны были и опровергнуты все ее доказательства, но осталась немая тревога: как смерти боялась она, что ее вытянут из русла привычной жизни, в которой она зачахла до смерти».— Блаженный Августин. Исповедь. Книга VIII. Главы VI-VIII.

## Особенности композиции и перспективы
Художник изображает Алипия и Августина за игрой в шахматы (хотя в тексте исповеди речь идёт просто об игорном столе), Понтициан читает им отрывок из Послания апостола Павла. Иконография этого эпизода достаточно широко представлена в европейской живописи, но только в этой работе изображена шахматная доска, за которой сидят два персонажа сюжета. В миниатюре к Historia Augustini (1430—1440), хранящейся в Берлине (Manoscritto 78A 19a Kupferstichkabinett di Berlino), Алипий и Августин беседуют с Понтицианом, сидя за столом по разные стороны от него. Так же эта сцена представлена в миниатюре к Vita Sancti Augustini Imaginibus adornata (1450—1490, Ms. 1483, Бостон, Публичная библиотека). На изображении Anonimo di Carlisle (1484—1507) в Cattedrale di Carlisle действие происходит на лоне природы.
Игроки в шахматы размещены художником в левой части панели, живописец в пояснение разместил их имена в надписях возле их голов. Алипий, одетый в зеленые одеяния, сидит на переднем плане, Августин, играющий белыми фигурами, одет в красные одежды, стоя позади стола с шахматной доской. Эти персонажи носят головной убор в цвет их одежды. Понтициан одет в одежды синего цвета, он держит в правой руке книгу, лежащую открытой на столе. Оба противника приостанавливают свою игру, чтобы лучше слушать чтение Понтициана, которое их завораживает.
Пол из неровных плиток под ногами главных действующих лиц, находящихся на переднем плане, показан в системе параллельной перспективы, характерной для византийской традиции. В сходящейся в дальней от зрителя точке изображения, показаны две боковые стены, задняя стена, потолок. Художник поместил своих героев в архитектурном пространстве, построенном на сходящихся линиях, которые дают иллюзию глубины, но персонажи рассматриваютя им с другой точки зрения — в системе обратной перспективы, поэтому кажутся несоразмерными интерьеру (фигура Августина, находящегося дальше от зрителя крупнее, чем два других персонажа, расположенные ближе). Николо ди Пьетро создал эту работу на рубеже Средневековья и эпохи Возрождения, в то время, когда теория и практика прямой центральной перспективы были слабо разработаны.
Цвета, используемые художником имеют символический смысл (красный цвет для Страстей, зеленый — Надежда, Человечество — синий), показывают готические симпатии художника, выбор костюмов соответствует моде эпохи художника, а не времени жизни действующих лиц. В творчестве художника использованы элементы северного, готического влияния в венецианском искусстве, одновременно просматривается влияние болонской школы, более реалистической в изображении религиозных сюжетов.

Другие панели пределлы
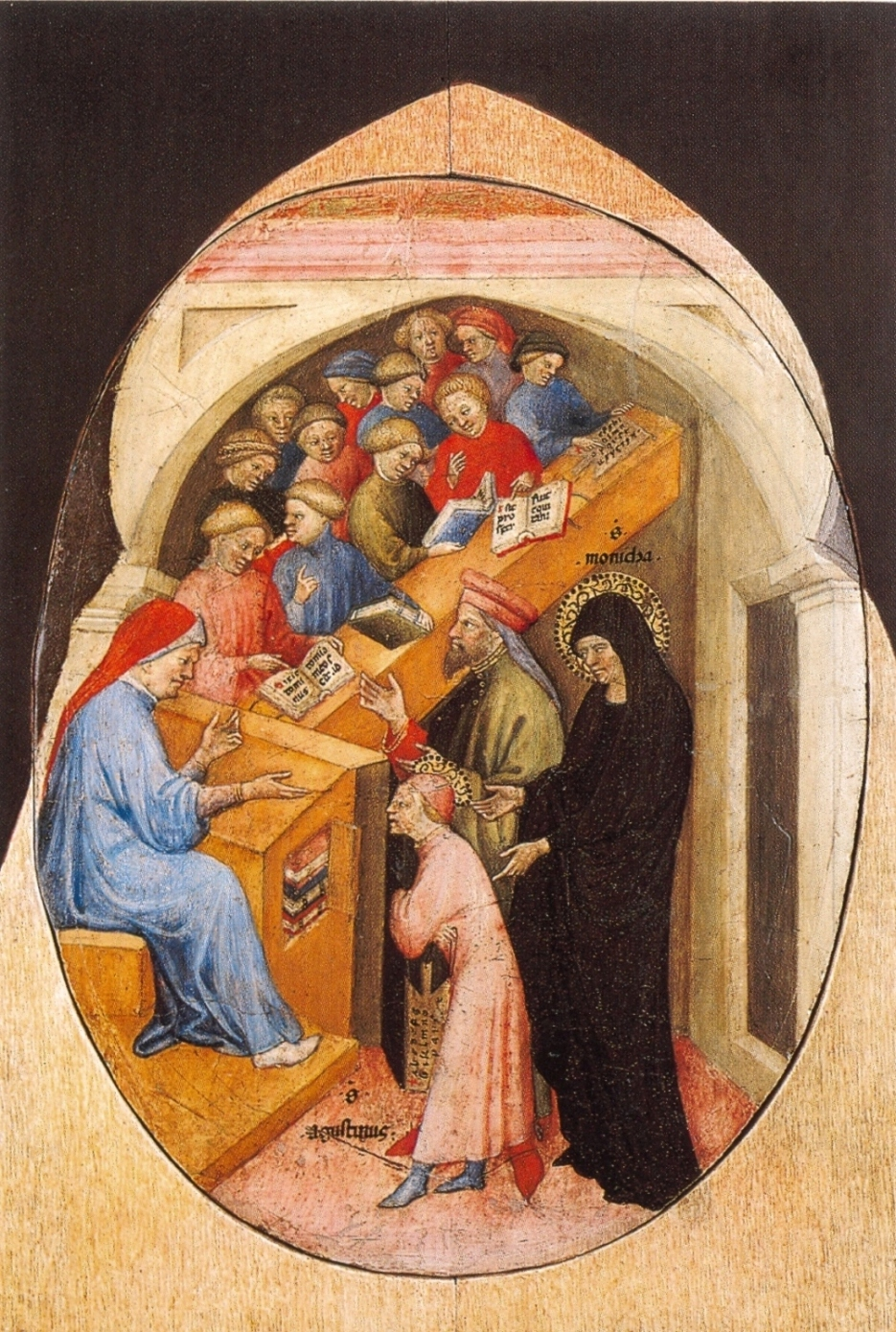
Святая Моника приводит в школу святого Августина
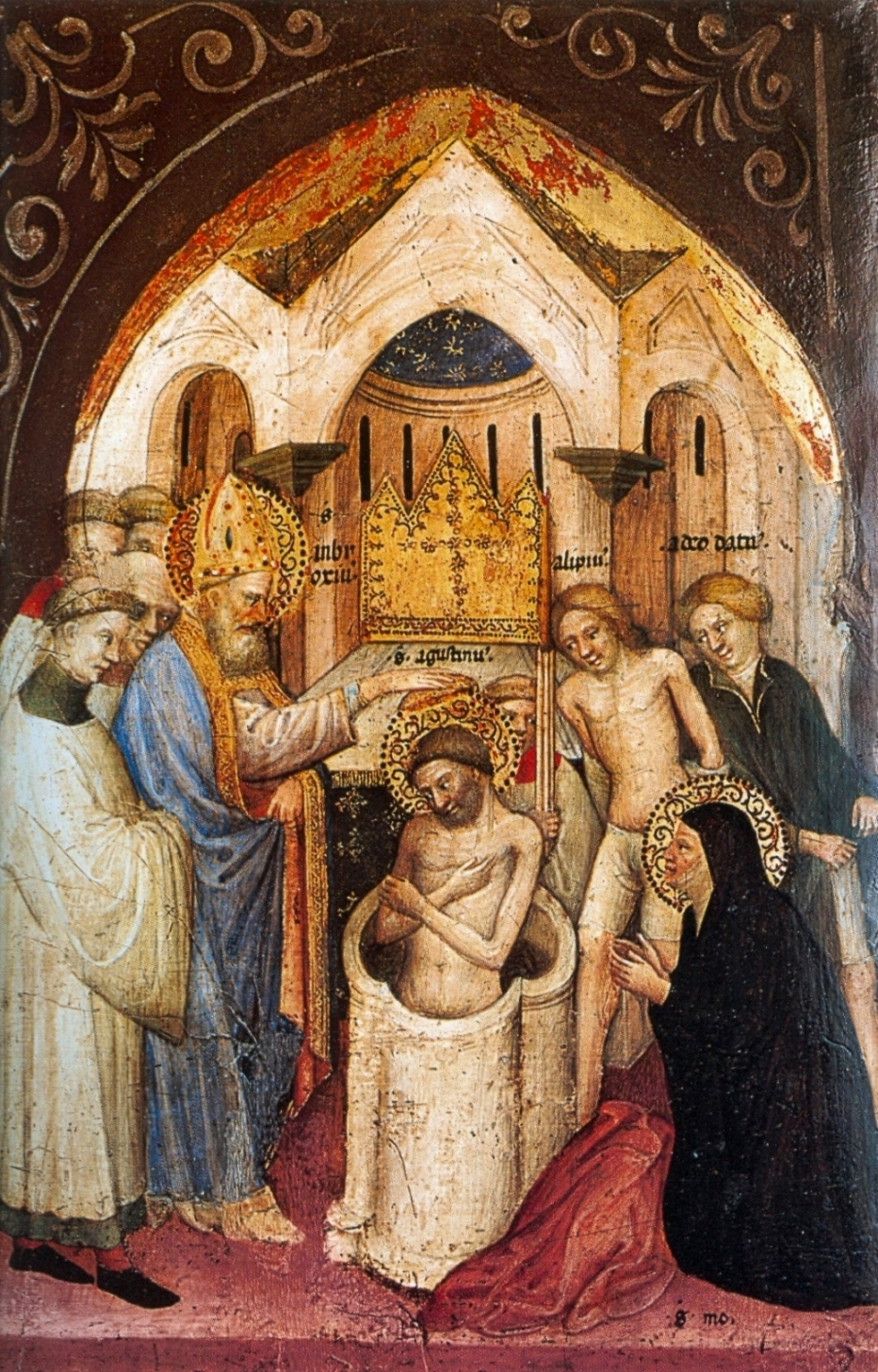
Святой Амвросий крестит Святого Августина
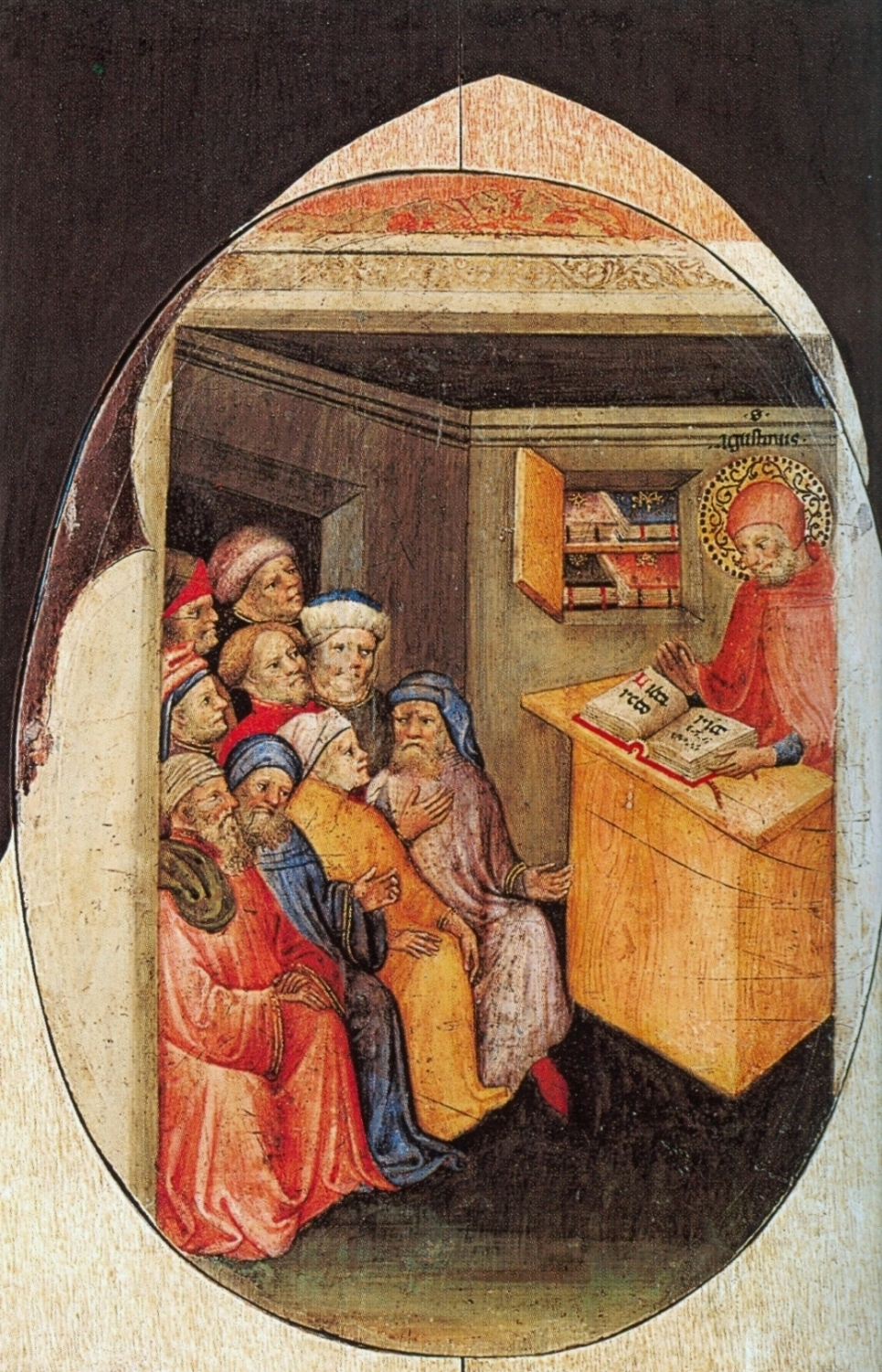
Святой Августин преподаёт риторику
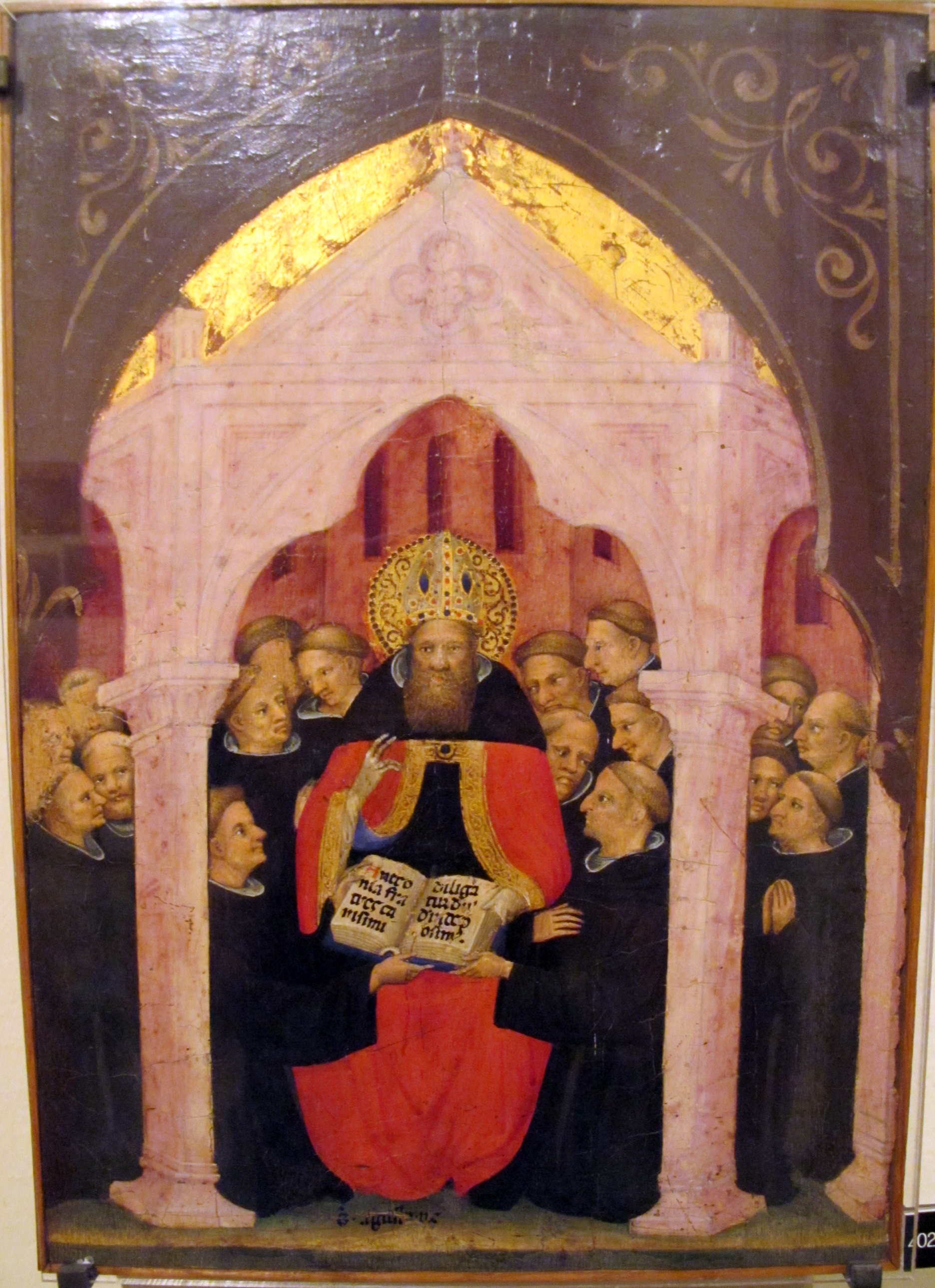
Святой Августин передаёт устав своим последователям